# دالة الكتلة الأولية
| ولادة النجوم |
| - وسط بين نجمي - غيمة جزيئية - كرة بوك - سديم مظلم - جرم نجمي فتي - نجم أولي - نجم تي الثور - نجم قبل النسق الأساسي - هيربيغ أي/ نجم بي - سديم شمسي |
| أصناف الأجرام الفلكية |
| - جرم هيربج هارو |
| المفاهيم النظرية |
| - دالة الكتلة الأولية - كتلة جينس - آلية كلفن هلمهولتز - فرضية السديم - هجرة الكواكب                                                                |
| هذا الصندوق: اعرض ناقش عدل |

في علم الفلك، دالة الكتلة الأولية (بالإنجليزية: initial mass function)‏ (IMF) هي ادلة تجريبية (تجارب حسّية) تصف تواتر توزيع الكتل الأولية المحددة لجمهرة النجوم ونسبة النجوم ضمن عنقود مجري. وغالبا ما يتم إعطاء الكتلة الأولية كدالة توزيع احتمالي (PDF) للكتلة التي يدخل فيها النجم التسلسل الرئيسي (بداية اندماج الهيدروجين). ويمكن بعد ذلك استخدام دالة التوزيع لبناء توزيع الكتل (المدرج الإحصائي للكتل النجمية) لجمهرة النجوم.ترتبط خصائص وتطور النجم ارتباطا وثيقا بكتلته، وبالتالي فإن الكتلة الأولية هي أداة تشخيصية هامة لعلماء الفلك الذين يدرسون اعداد كبيرة من النجوم.على سبيل المثال الكتلة الأولية للنجم هي العامل الأساسي لتحديد لونه وسطوعة والعمر.الكتلة الأولية ثابتة نسبيا من مجموعة من النجوم إلى أخرى، على الرغم من أن بعض عمليات الرصد تشير إلى أن الكتلة الأولية متفاوتة في بيئات مختلفة.

## تشكل دالة الكتلة الأولية

دالة الكتلة الأولية

غالبا ما تذكر دالة كتلة الأولية في سلسلة قوانين الطاقة، حيث {\displaystyle N(m)\mathrm {d} m} (وأحيانا {\displaystyle \xi (m)\Delta m}) ، عدد النجوم ذات كتل في نطاق {\displaystyle m} إلى {\displaystyle m+\mathrm {d} m} ضمن حجم معين من الفضاء، يتناسب مع {\displaystyle m^{-\alpha }} حيث {\displaystyle \alpha } أس بعدي .يمكن إستنتاج دالة الكتلية الأولية من دالة اللمعان النجمية الحالية باستخدام العلاقة بين كتلة ولمعان النجم أُسْوَةً بكيفية تغير معدل تطور النجم بمرور الوقت.الأشكال المستخدمة عادة لدالة الكتلة الأولية هي قانون بافل كروبا (2001) للطاقة المكسورة والتوزع الطبيعي للنجوم الفردية لتشابرييه (2003) .

### سالبيتر (1955)
تم قياس دالة الكتلة الأولية للنجوم الأكثر ضخامة من الشمس لأول مرة بواسطة إدوين إرنست سالبيتر في عام 1955 . وكان عملة يفضل أس مقدارة {\displaystyle \alpha =2.35}. ويسمى هذا الشكل لدالة الكتلة الأولية دالة سالبيتر ويدل على أن عدد النجوم في كل نطاق كتل ينخفض بسرعة مع زيادة الكتلة.

### دالة كتلة سالبتر الأولية
{\displaystyle \xi (m)\Delta m=\xi _{0}\left({\frac {m}{M_{\mathrm {sun} }}}\right)^{-2.35}\left({\frac {\Delta m}{M_{\mathrm {sun} }}}\right).}
حيث {\displaystyle \xi _{0}} هو ثابت خاص بالكثافة النجمية المحلية.